# Tropodiaptomus kissi
Tropodiaptomus kissi é uma espécie de crustáceo da família Diaptomidae.
É endémica do Ruanda.